# Ray Streater
Ray Frederick Streater  (* 21. April 1936 in Three Bridges, West Sussex) ist ein britischer theoretischer und mathematischer Physiker.

## Leben und Wirken
Ray Streater studierte von 1954 bis 1957 am Imperial College, wo er 1960 bei Abdus Salam (und Rudolf Peierls) promoviert wurde (The quantum theory of fields). Danach war er 1960 am CERN und Instructor an der Princeton University. 1961 wurde er Assistent Lecturer, 1964 Lecturer (in Physik) und 1967 Senior Lecturer (in Mathematik) am Imperial College. Ab 1969 war er Professor für angewandte Mathematik am Bedford College der University of London, und ab 1984 am King’s College in London. 2001 wurde er emeritiert. Er war unter anderem als Gastwissenschaftler in Princeton, am MIT (1966 bei Irving Segal), der Universität Warschau, Lund, dem Mittag-Leffler-Institut in Stockholm und am IHES.
Streater befasste sich mit axiomatischer Quantenfeldtheorie und Spin-Statistik-Relationen, worüber er eine bekannte Monographie mit Arthur Wightman schrieb, Dispersionsrelationen, statistischer Mechanik und ab den 1990er Jahren mit Informationsgeometrie.
Er ist Mitglied der International Association of Mathematical Physics und der London Mathematical Society.
Ray Streater ist seit 1962 verheiratet und hat drei Kinder.

## Schriften
- Lost causes in and beyond physics. Springer, Berlin u. a. 2007, ISBN 978-3-540-36581-5 (Seine Webseite zu Lost Causes in Physics).
- Statistical dynamics. A stochastic approach to nonequilibrium thermodynamics. Imperial College Press, Singapore u. a. 1995, ISBN 1-86094-002-1 (2nd edition. Imperial College Press, London u. a. 2009, ISBN 978-1-84816-250-1).
- als Herausgeber: The mathematics of contemporary physics. Proceedings of an instructional conference organized by the London Mathematical Society (a NATO Advanced Study Institute). Academic Press, London u. a. 1972, ISBN 0-12-673150-0.
- mit Arthur S. Wightman: PCT, Spin, Statistics and All That. Benjamin, New York NY 1964, (Mehrere Auflagen, auf Deutsch erschien die ältere Auflage als BI-Hochschultaschenbuch: Die Prinzipien der Quantenfeldtheorie (= BI-Hochschultaschenbücher. 435/435a, ISSN 0521-9582). Bibliographisches Institut, Mannheim u. a. 1969).